# Deslices de juventud
Deslices de juventud (título original en inglés: Seven Minutes in Heaven) es una película juvenil estadounidense de 1985 dirigida y escrita por Linda Feferman en su debut como directora de largometrajes. Fue protagonizada por Jennifer Connelly, Maddie Corman y Byron Thames.

## Sinopsis
La película se centra en las historias de tres amigos adolescentes de Ohio: Natalie, Jeff y Polly, estudiantes de segundo año de secundaria. Jeff tiene problemas para llevarse bien con su padrastro Gerry. Tras una discusión, se marcha de casa y se va a casa de su amiga Natalie, quien acepta que Jeff se quede en su casa durante unos días. Polly, una amiga de ambos, se molesta porque James Casey, el chico que le gusta, persigue a Natalie y no a ella. Esto desencadena un sinfín de situaciones que al final terminarán demostrando que la amistad está por encima de todo.

## Reparto
- Jennifer Connelly es Natalie
- Byron Thames es Jeff
- Maddie Corman es Polly
- Michael Zaslow es el padre de Natalie
- Polly Draper es la madre de Jeff
- Alan Boyce es Casey
- Billy Wirth es Zoo Knudsen
- Terry Kinney es Bill